# Holostephanus dubinini
Holostephanus dubinini är en plattmaskart. Holostephanus dubinini ingår i släktet Holostephanus och familjen Cyathocotylidae. Inga underarter finns listade i Catalogue of Life.